# Armin Joseph Deutsch
Armin Joseph Deutsch (A. J. Deutsch, 1918–1969), fue un astrónomo y escritor de ciencia ficción estadounidense.
Obtuvo su doctorado en astronomía por la Universidad de Chicago en 1946, habiéndose graduado en la Universidad de Arizona en 1940. Es conocido por el concepto de tomografía Doppler, que presentó en un simposio en el Observatorio del Monte Wilson en 1958. Trabajó como editor asociado para la "Annual Review of Astronomy and Astrophysics" (Revista Anual de Astronomía y Astrofísica) con anterioridad a 1966. Desde 1964 hasta 1967 fue consejero de la Sociedad Astronómica Americana.

## Publicaciones
- Armin J. Deutsch, A study of the spectrum variables of type A, 1947,
- A. J. Deutsch, A Subway Named Mobius, Astounding Science Fiction, December 1950, fue nominada en 1951 a los Premios Hugo (premiado en 2001) (Ver también la canción "M.T.A."). Adaptado en la película argentina "Moebius" en 1996.[2]  Incluido en la antología "Best SF4", editada por Edmund Crispin, Faber and Faber, 1965[3]
- Armin J. Deutsch, The Sun, in The New Astronomy, a Scientific American Book, Simon and Schuster, New York, 1955
- A. Deutsch, W. Klemperer, eds., Space Age Astronomy: Proceedings of an International Symposium held August 7–9, 1961 at the Instituto de Tecnología de Californiaconjuntamente con la 11 Asamblea General de la Unión Astronómica Internacional (IAU, GA, 11), Academic Press, New York, NY, 1962
- Armin J. Deutsch, The Ageing Stars of the Milky Way, en Stars and Galaxies: Birth, Ageing, and Death in the Universe (Thornton Page, editor), Prentice-Hall, Englewood Cliffs, NJ, 1962
- Boesgaard, Ann Merchant; Hagen, Wendy; Deutsch, Armin J. (posthumous) Circumstellar Envelopes of M Giants, Bulletin of the American Astronomical Society, Vol. 8, p. 304, March 1976 (su último artículo)

## Honores
- El cráter Deutsch de la cara oculta de la Luna lleva este nombre en su memoria.